# Il cornetto acustico
Il cornetto acustico è un romanzo surrealista dell'autrice britannica naturalizzata messicana Leonora Carrington, dopo una stesura conclusa negli anni '50 in inglese venne pubblicato inizialmente nel 1974 in francese con il titolo Le Cornet Acoustique, in seguito in lingua inglese nel 1976 col titolo The Hearing Trumpet.

## Trama
Il romanzo si svolge in Messico, dove la novantaduenne Marian Leatherby vive con il nipote Galahad, la moglie di lui Muriel e il bisnipote Robert. Seppur sorda, Marian riesce comunque a svolgere le sue faccende autonomamente, prendendosi cura della sua camera e accudendo i suoi due gatti, seppur si perde spesso nella sua fantasia e senza volerlo è causa d'imbarazzo per i suoi famigliari quando questi ultimi hanno ospiti in casa. Un giorno la sua amica Carmella, che Marian visita abitualmente e che spesso è la sua unica distrazione dalla vita in casa, le regala un cornetto acustico fatto di ceramica che le permette di sentire nuovamente. Marian decide di usarlo ma di nascosto, così da poter sentire quello che i famigliari dicono di lei quando meno sospettano di essere sentiti: con questo scopre che stanno pianificando di lasciarla in una casa di riposo, perché stanchi di lei e ritenendola una presenza ingombrante. Seppur inizialmente preoccupata e amareggiata da questa notizia, Marian accetta di essere portata in questo ospizio gestito dalla Confraternita del Pozzo di Luce, un gruppo iniziatico "devoto al controllo di Sé". Da qui in poi Marian verrà coinvolta in una serie di intrighi ed episodi surreali all'interno dell'edificio, assieme alle altre anziane ospiti e ai rettori della Confraternita.

## Analisi
Secondo l'academica tedesca Renée Riese Hubert, ne Il cornetto acustico Leonora Carrington riesce a sommare i vari influssi ricevuti nella sua vita, dal sodalizio artistico e sentimentale avuto con l'artista surrealista tedesco Max Ernst fino agli anni trascorsi in Messico, unendo alcune tradizioni della letteratura britannica a varie culture dell'America centrale o Asiatiche, di cui la Carrington era appassionata sin dall'inizio della sua attività artistica.